# Новоград-Волынский уезд
Новогра́д-Волы́нский уе́зд — административная единица в составе Волынской губернии Российской империи, существовавшая c 1795 года по 1923 год. Уездный город — Новоград-Волынский.

## История
Уезд образован в 1795 году в составе Волынского наместничества. В 1796 году уезд вошёл в состав Волынской губернии. В 1923 году уезд был расформирован, на его территории образован Новоград-Волынский район Житомирского округа.

## Население
По переписи 1897 года население уезда составляло 348 950 человек, в том числе в городе Новоград-Волынский — 16 904 жит.

### Национальный состав
Национальный состав по переписи 1897 года:
- украинцы (малороссы) — 228 516 чел. (65,5 %),
- евреи — 54 549 чел. (15,6 %),
- немцы — 38 201 чел. (10,9 %),
- поляки — 18 231 чел. (5,2 %),
- русские — 8409 чел. (2,4 %),

## Административное деление
В 1913 году в состав уезда входило 20 волостей: 
| - Барановская — м. Барановка, - Берездовская — м. Берездов, - Городницкая — м. Городница, - Деревичская — с. Деревичи, - Жолобенская — с. Жолобное, - Корецкая — м. Корец, - Курненская — с. Курное, - Кустовецкая — с. Кустовцы, - Любарская — м. Любарь, - Миропольская — м. Мирополь, | - Ново-Чарторийская — м. Новая Чартория, - Остропольская — м. Острополь, - Пищевская — с. Пищев, - Полонская — м. Полонное, - Рогачевская — м. Рогачев, - Романовецкая — с. Романовка, - Романовская — м. Романов, - Сербовская — с. Сербы, - Смолдыревская — с. Смолдырев, - Эмильчинская — с. Эмильчино, |